# Feng Kai
Feng Kai (n. 28 august 1978, Changchun, Republica Populară Chineză) este un sportiv ce a reprezentat Republica Populară Chineză, medaliat olimpic. A participat la 2 ediții ale Jocurilor Olimpice (1998, 2002) în care a câștigat două medalii de bronz.